# デチャニ修道院

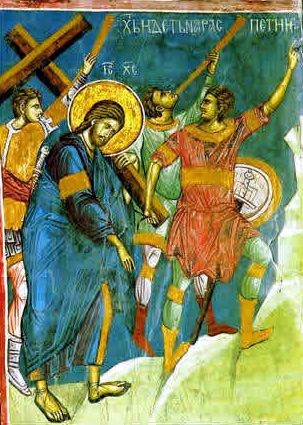
ヂチャニ修道院内にあるフレスコ画イコン。十字架を担ぐハリストス（キリスト）。

デチャニ修道院（Манастир Високи Дечани, Manastir Visoki Dečani）は、2008年2月にセルビアから独立したコソボにあるセルビア正教会の巨大修道院である。ペーチ（ペーヤ）の南12kmに位置する。修道院内の大聖堂は、ビザンチン美術における現存最大のフレスコ画が残る、中世に建てられたものとしてはバルカン半島最大の教会堂である。
修道院はセルビア王ステファン・ウロシュ3世デチャンスキによって、1327年に栗林のなかに建てられた。そのオリジナルの基本綱領は1330年に遡る。翌年に国王は亡くなり、この修道院に葬られた。以来、ここは有名な参拝所になり、国王の通り名「デチャンスキ」も、この修道院の立っている場所デチャニに因んでいる。建設工事は王の死後も息子のステファン・ドゥシャンによって続けられ、建物は1335年に完成したが、壁画の完成は1350年のことだった。
「全能者ハリストス（キリスト）」に献堂された大聖堂は、赤紫色や淡黄色のレンガやオニクス・マーブルを使ったもので、コトルのフランシスコ会士ウィトゥス（Vitus）のもとで、名工たちが建設に当たった。この大聖堂は、その巨大さと明白なロマネスク様式の採用とによって、同時代の他のセルビアの教会堂とは一線を画している。その有名なフレスコ画には、1000ほどの肖像画が含まれ、新約聖書の重要な主題はあらかた扱われている。この大聖堂には、14世紀のオリジナルのイコノスタシス、典院（修道院の長）の座、彫刻を施されたシュテファン王の石棺などが残っている。
2004年にユネスコの世界遺産委員会は、優れたパレオロゴス朝ルネサンスのフレスコ画や、ビザンチン様式のドームに初期ゴシック様式の窓、ロマネスク様式の柱など東西の様式の融合された建築を評価し、デチャニ修道院を単独で世界遺産に登録することを決めた。2006年にはコソボのほかの教会建築も含めて「コソボの中世建造物群」として拡大登録されたが、セルビア政府による弾圧や宗教施設破壊へ報復するアルバニア系パルチザンなどの攻撃に関する潜在的危機などを理由に、危機遺産リストにも加えられた。現在はKFORによって守られている。
2007年3月30日には、修道院近くで爆発音があった。この件に関して、デチャニ修道院長のTeodosijeは、爆発が手榴弾によるものであったことと、修道士たちとKFORに宛てた脅迫状が送られてきたことを発表した。
- アルバニア人が修道院にロケット砲を撃ちこみ壁に命中したことがあり、その後が現在でも残っている[2]。
- 修道院士が外出する際は、防弾仕様の車に乗り、銃撃を避けるため車の配置を頻繁に変えながら運転している[2]。
- 2009年にはセルビア人とアルバニア人が双方の文化を学んで、理解を深めあうツアーが修道院で行われている[2]。